# Idem
| Idem |
| --- |
| - Förkortning: id. - Betydelse: Densamme, detsamma - Användning: Pekar på tidigare nämnd författare eller förklaring. - Spridning: Litteraturvetenskap, patientjournaler |

Idem (latin för densamme eller detsamma) är en administrativ term. Den används i litteraturförteckningar, då minst två listade publikationer har en och samma författare.
Inom sjukvården var det tidigare vanligt förekommande i patientjournaler. Det brukades då när en diagnos var densamma som vid ett tidigare noterat vårdtillfälle.
Förkortningen id. används ofta i skrift.

## Exempel på användning
Exempel på användningen av idem i svensk skrift ges nedan, hämtad från Uppsala Medicinhistoriska förenings årsskrift från 2010. Det gäller en notförteckning på sidan 50.
Litteratur

1. Lindroth S: Uppsala universitet 1477-1977. Sid. 13. Almqvist & Wiksell 1976. ISBN 9150600729.

2. Idem. Sid 16.

3. Idem. Sid 27.

4. Idem. Sid 29.

## Engelska språket
I engelska språket är förkortningen id. även förekommande i juridiska sammanhang; bland annat är det vanligt inom Kanadas rättssystem. Förkortningen brukas då exempelvis när en kort sektionsbeskrivning även ska gälla en angränsande sektion med samma fokus.
I engelska språket förekom ordet/förkortningen första gången i skrift på 1300-talet. På engelska uttalas ordet [ˈaɪdɛm], medan latinets – och svenskans – uttal är [ˈɪdɛm].